# Таксис (лингвистика)
Та́ксис — связь двух предикативных единиц с точки зрения наклонения, лица, времени. Если в словосочетании инфинитив указывается после глагола движения, то они совпадают по субъекту, а по модальности и времени — не совпадают. Пришёл поговорить (сначала пришёл, потом будет говорить; пришёл — действие реальное, а говорить — желательное). Лишь у основного предиката данные категории выражены морфологически, категории же вторичного предиката прочитываются относительно основного предиката.

## Примеры разбора
добрались без приключений
- наклонение: мономодальность — наклонение у обоих предикатов совпадает — изъявительное.
- время: монотемпоральность — время у обоих предикатов совпадает (добрались — прошедшее и «без приключений» = «приключений не было» — прошедшее)
- лицо: моноперсональность — лицо у обоих предикатов совпадает.

побагровел от злости
- наклонение: мономодальность
- время: политемпоральность (сначала разозлился, а потом уже побагровел)
- моноперсональность: один человек злился, и он же побагровел.